# Burwood (Nouvelle-Zélande)
Pour les articles homonymes, voir Burwood.
Burwood est une banlieue au nord-est de la cité de Christchurch, située dans l’Île du Sud de la Nouvelle-Zélande.

## Situation
La banlieue est essentiellement une zone résidentielle et est centrée sur l'hôpital de Burwood (en), le parc du patrimoine naturel de Travis Wetland (en) et la forêt de Bottle Lake (en) (une zone forestière de loisir de 31 acres (125 452,54902 m2)).
Récemment l’iwi local des Ngāi Tahu, a créé une nouvelle subdivision du secteur, nommée 'Tumara Park'.

## À la suite des tremblements de terre
Une large zone de Burwood, comprenant le secteur du « Horseshoe Lake », a souffert de dommage sévère lors du séisme de 2010 à Canterbury et du séisme de 2011 en Nouvelle-Zélande, et a dû être abandonnée sous la pression de la police du gouvernement, qui l’a placée en zone résidentielle rouge (en) vouée à la démolition.

## Éducation
Burwood contenait deux écoles : « Bollywood Primarité School » et « Windsor School ». Elles furent fusionnées à la suite du tremblement de terre de 2014 dans le cadre de la restructuration des écoles de Christchurch par le cinquième gouvernement National (en) pour former la « Waitakiri Primary School ».